# Ferdinand Schmitz (Autor)

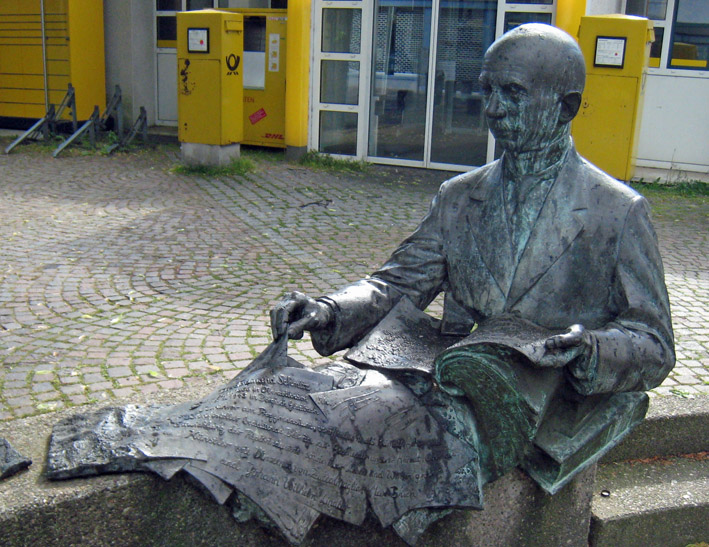
Denkmal für Dr. Ferdinand Schmitz in der Fußgängerzone von Bergisch Gladbach Stadtmitte

Ferdinand Schmitz (* 26. November 1866 in Oberdollendorf; † 5. September 1943 in Bergisch Gladbach) war ein deutscher Lehrer, Journalist und Heimathistoriker.

## Leben
Ferdinand Schmitz wurde als Sohn eines Zeugschmieds und Weingärtners in Oberdollendorf geboren, das heute zur Stadt Königswinter gehört. Er legte 1888 am Königlichen Gymnasium in Bonn die Reifeprüfung ab. Anschließend studierte er an der Philosophischen Fakultät der Universität Bonn. Das Studium schloss er 1893 mit einer Promotion zur Kölner Stiftsfehde ab. Anschließend nahm er zunächst eine Hauslehrerstelle in der Nähe von Düsseldorf an. Nach zwei Jahren wechselte er in die Journalistenlaufbahn, zuerst bei der Neuß-Grevenbroicher Zeitung, danach bei der Pfälzischen Zeitung in Speyer.
Von 1898 bis zu seiner Pensionierung im Jahre 1932 war er Lehrer an der Höheren Knabenschule, dem späteren Progymnasium in Bergisch Gladbach. Dort unterrichtete er nicht nur Deutsch, Geschichte und Erdkunde, sondern auch Latein, Griechisch und Zeichnen. Schmitz war seit 1898 verheiratet mit Gertrud Richarz. Beide hatten zwei Söhne und zwei Töchter.
Sein umfangreicher, schriftlicher Nachlass befindet sich heute im Stadtarchiv Bergisch Gladbach. Er besteht hauptsächlich aus Literatur zur Heimatgeschichte und Volkskunde seines Heimatortes Oberdollendorf und des Siebengebirges sowie über seine Wahlheimat Bergisch Gladbach und der Geschichte der dort ansässigen Papierindustrie im Strundetal.

## Ehrungen
- Die Stadt Bergisch Gladbach und im Jahre 1959 auch die damalige Gemeinde Oberdollendorf[1] haben ihm eine Ferdinand-Schmitz-Straße gewidmet.
- Ein Denkmal in der Bergisch Gladbacher Fußgängerzone zeigt eine Bronzebüste von ihm zusammen mit anderen berühmten Persönlichkeiten der Stadt.
- An seinem heute unter Denkmalschutz stehenden Geburtshaus in Oberdollendorf (Heisterbacher Straße 61) wurde 1966 eine Gedenktafel angebracht.[2][3]

## Schriften
- Der Neußer Krieg. 1471–1475. Nach archivalischen Quellen. Bonn 1896 (Bonn, Univ., Phil. Diss., 1893).
- Die Aufhebung der Abtei Heisterbach nach den Akten des Kgl. Staatsarchivs zu Düsseldorf., Heider, Berlin u. a. 1900.
- Volkstümliches aus dem Siebengebirge (= Zur deutschen Volkskunde. Bd. 5, ZDB-ID 1109513-1). Hanstein, Bonn 1901 (Neu aufgelegt als Faksimile-Druck vom Heimatverein Oberdollendorf und Römlinghoven e. V. aus Anlass seines 20-jährigen Bestehens. Heimatverein Oberdollendorf und Römlinghoven, Königswinter-Oberdollendorf 1981, ISBN 3-9800576-0-7).
- Urkundenbuch der Abtei Heisterbach (= Urkundenbücher der geistlichen Stiftungen des Niederrheins. Bd. 2, ZDB-ID 514878-9). Droste, Bonn 1908.
- Heisterbach einst und jetzt. Heider, Bergisch Gladbach o. J. [um 1920] (Nachdruck. (= Beiträge zur Geschichte von Oberkassel und seiner Umgebung. Bd. 34). Großjohann, Bonn-Oberkassel 2008).
- Die Papiermühlen und Papiermacher des bergischen Strundertals. Lapp, Bergisch Gladbach 1921 (Reprint. Heider-Verl, Bergisch Gladbach 1979, ISBN 3-87314-100-X).
- Zur Entstehung der Papierindustrie in Bergisch Gladbach. Gedingsprotokolle des Hofgerichts am Fronhofe zu Berg. Gladbach 1582–1618. s. n., Bergisch Gladbach 1922.
- Die Mark Dollendorf. Versuch einer geschichtlichen Heimatkunde der Dörfer Oberdollendorf, Römlinghoven, Niederdollendorf, Heisterbacherrott. Heider, Bergisch Gladbach 1925 (Neuausgabe. Der Amtsdirektor, Oberkassel 1964).
- Bergisch Gladbach (= Der Aufbau „Die Stadt“.). Aufbau-Verlag, Berlin 1926.
- Altenberg. (Was war die Abtei ihrer Zeit, und was ist der Dom für uns?) Vortrag, gehalten in der Literarischen Gesellschaft zu Bergisch Gladbach bei einer Wanderung nach Altenberg im August 1923. Heider, Bergisch Gladbach 1927.
- Das älteste Kirchenbuch des Odenthaler Pfarrarchivs (= Beiträge zur bergischen Heimatgeschichte. Bd. 2, ZDB-ID 1224540-9). Heider, Bergisch Gladbach 1927.
- Hundert Jahre J. W. Zanders Papierfabrik, 1829–1929. Festschrift. Selbstverlag, Bergisch Gladbach 1929.
- Richard Zanders (1826–1870). In: Rheinisch-Westfälische Wirtschaftsbiographien. Bd. 4, 1941, ZDB-ID 5176992, S. 103–118 (Auch Sonderabdruck).

- Zahlreiche Beiträge über Geschichte und Volkskunde in Bergisch Gladbach und Umgebung in: Ruhmreiche Berge! Heimatkundliche Beilage der Heiderschen Zeitung. Bergisch Gladbach, Ausgaben für die Jahre 1927 bis 1941 und 1949 bis 1950, ZDB-ID 400853-4.